# Другеты

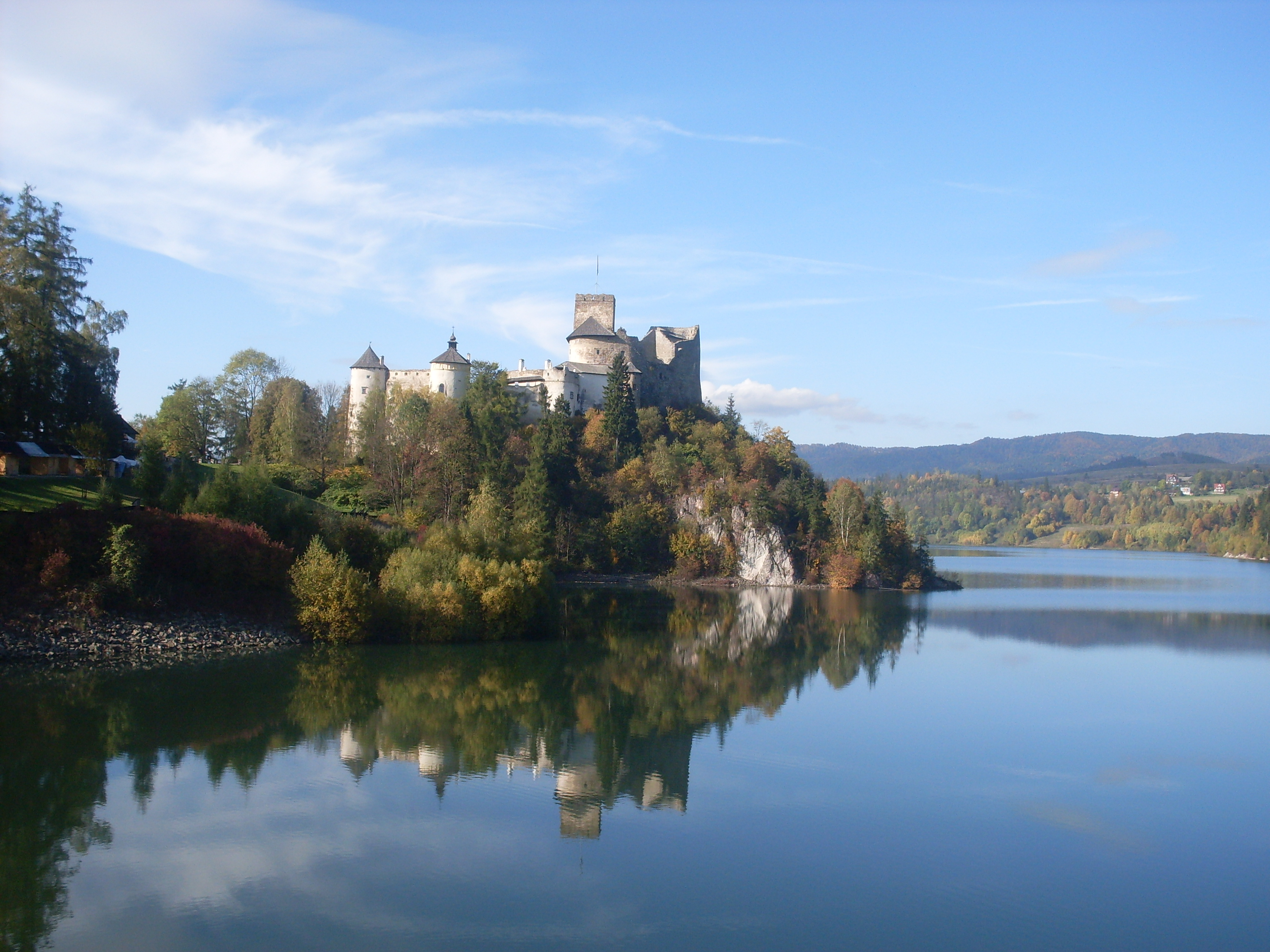
Дунаецкий замок Другетов, Польша

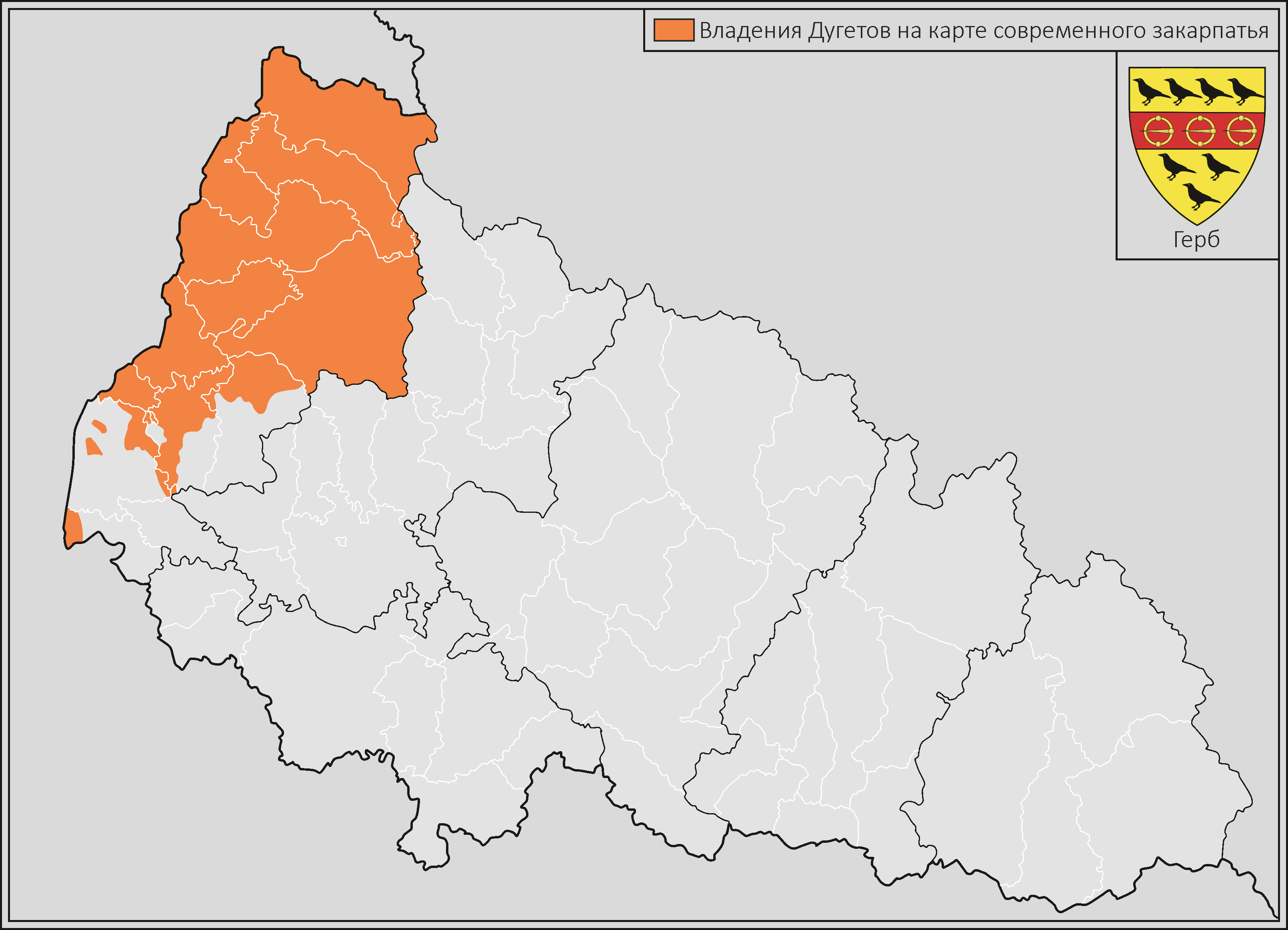
Владения Дугетов на карте современного Закарпатья

Другеты (Drugeth) — венгерские феодальные магнаты, владевшие Ужгородом с 1322 по 1684 годы. Родоначальник рода, Филипп Другет (1288—1327), родом француз, прибыл в Венгрию из Апулии в свите Карла Роберта, основателя Анжуйской династии.
Филипп Другет возглавлял королевские войска во время войны с армиями отказывавшихся признать власть Карла Роберта баронов, владевших обширными землями на севере Венгерского королевства (современные Словакия и Закарпатье) — Або Амадея, Мате Чака и Петра Петуни. За помощь в усмирении феодальной фронды Другеты были пожалованы обширными земельными наделами в Закарпатье, на которых были построены Невицкий и Ужгородский замок (в его нынешнем виде). Одна из ветвей рода обосновалась в Гуменне на территории Словакии.
Последний из земплинской ветви Другетов — Жигмонд II — был в 1684 году казнён своим бывшим соратником Имре Тёкеем за измену и переход на сторону Габсбургов. После казни Жигмонда его сестру (ум. 1691) взял в жёны граф Миклош Берчени, унаследовавший владения её предков в Марамуреше и Закарпатье, включая Ужгородский замок.